# Holm (Halmstad)
Holm ist ein Ort (Tätort) in der schwedischen Provinz Hallands län und der historischen Provinz Halland. Der Ort liegt in der Gemeinde Halmstad, etwa fünf Kilometer nördlich der Stadt Halmstad.
Holm gehörte ab 1863 zur Landgemeinde Holm. Diese ging bei einer Kommunalreform 1952 in der Landgemeinde Kvibille auf, ehe sie 1974 der Gemeinde Halmstad zugeordnet wurde.

## Bekannte Töchter und Söhne
- Jonas Axeldal (* 1970), schwedischer Fußballspieler